# Attonda stellata
Attonda stellata är en fjärilsart som beskrevs av Moore 1883. Attonda stellata ingår i släktet Attonda och familjen nattflyn. Inga underarter finns listade i Catalogue of Life.